# Yahoo Serious
Yahoo Serious (* 27. Juli 1953 in Hunter Valley, New South Wales, Australien) ist der Künstlername (und seit 1980 durch urkundliche Namensänderung auch der bürgerliche Name) des australischen Entertainers Greg Pead, der in seiner Heimat ein bekannter Komiker, Schauspieler, Filmregisseur, Filmproduzent und Drehbuchautor ist.

## Leben
Pead wuchs in der Nähe von Newcastle auf und besuchte nach der Schule eine Kunsthochschule, von der er aber nach kurzer Zeit verwiesen wurde. Mit 27 legte er sich den Künstlernamen „Yahoo Serious“ zu und versuchte auf dem Film- und Fernsehmarkt Fuß zu fassen. Er begann seine Karriere in den 1980er Jahren mit selbstgedrehten Dokumentarfilmen. Gleichzeitig entwickelten sich seine komischen und artistischen Fähigkeiten, mit denen er rasch zum Fernsehstar aufstieg. 1988 feierte Serious seinen größten und bisher einzigen Kino-Erfolg. Als Regisseur, Produzent und Hauptdarsteller drehte er die Komödie Einstein Junior, die sowohl in Australien als auch in anderen Teilen der Welt zum Überraschungserfolg des Jahres an den Kinokassen avancierte. Danach drehte er noch die ebenfalls im Comedybereich angesiedelten Filme Robin Hood Junior (Reckless Kelly, 1993) und Mister Accident (2000), welche aber nicht an den Erfolg seines Erstlingswerkes anknüpfen konnten. 1996 erhielt er von der University of Newcastle (Australia), der Universität, an der er ursprünglich durchgefallen war, die Ehrendoktorwürde.

## Yahoo vs. Yahoo
Im Jahr 2000 machte Serious nochmals Schlagzeilen, als er die Websuchmaschine Yahoo! auf Schadensersatz verklagte. Er verlor den Prozess, da er nicht einwandfrei nachweisen konnte, dass ihm Nachteile aus der Namensgleichheit entstanden seien oder eine Verwechslungsgefahr bestünde.

## Filme
- 1988: Einstein Junior (Young Einstein)
- 1993: Robin Hood Junior (Reckless Kelly)
- 2000: Pechvogel Junior – Wenns kracht noch ein Meter (Mr. Accident) – auch Buch und Regie